# Повесть о свинье Мак Дато
Повесть о свинье Мак Дато (ирл. Scéla Muicce Meicc Da Thó) — легенда из ирландского Уладского мифологического цикла.
Легенда сохранилась как минимум в шести манускриптах: ранние и лучшие версии — Лейнстерская книга (Тринити-колледж, Дублин), H.3.18 (Тринити-колледж, Дублин) и Harley 5280 (Британская библиотека) (самая ранняя из них — Лейнстерская книга, написанная в 1160 году; манускрипт 5280 был написан в первой половине XVI века, и H.3.18 — около 1700 года, причём в последних двух текстах легенда называется Scēla muici M(ei)c Dathó, а в Лейнстерской книге — Incipit Scēl Mucci M(ei)c Dathó). Кроме того, легенда находится в манускриптах Rawlinson B 512 (Библиотека Бодлейана, XV век, Scaradh Ulad ocus Connacht im choin M(ei)c Dá-Thó ocus immá muic), MS. XXXVI (Национальная библиотека Шотландии) и H.6.8 (Тринити-колледж, Дублин). Место действия легенды — дом Мак Дато в графстве Карлоу и окрестности Ленстера, среди действующих лиц — король Ленстера Мак Дато, король Улада Конхобар, Коналл Кернах и другие.
В легенде описано, как на пиру в доме лейнстерского короля Мак Дато, где собрались воины Коннахта и Улада, возник спор о том, кто должен разрезать гигантскую свинью, которую приготовил Мак Дато для пира и получить «кусок героя» (cauradmír) — порцию, предоставляемую лучшему воину. Кет, дядя Коналла Кернаха, посрамил уладских воинов, похваляясь победами над каждым из них. Наконец, на пир прибыл сам Коналл Кернах. Кет признал своё поражение, но заметил, что если бы тут был его брат Анлуан, то исход состязания был бы иным. Коналл ответил: «Здесь он!», вынув из-за пояса голову Анлуана. Он швырнул голову Кету на грудь с такой силой, что у того хлынула кровь изо рта. Право на «кусок героя» было уступлено, но коннахтцы в качестве мести устроили кровавую битву.